# Tragus piercing

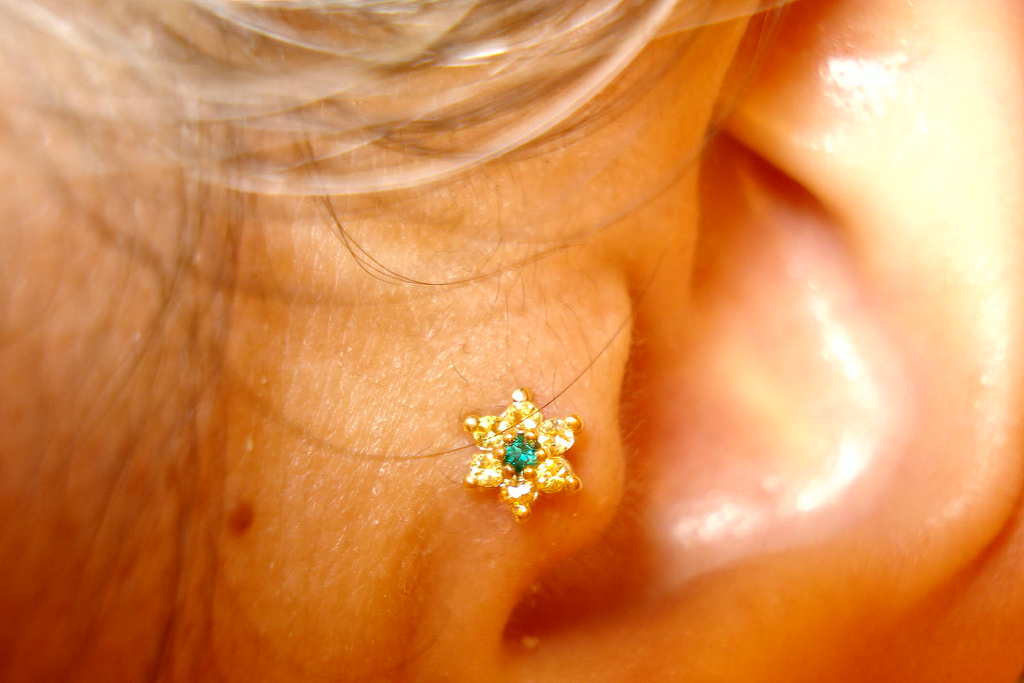
Exemplo de perfuração no tragus

Tragus piercing é um tipo de perfuração da orelha com o objetivo de colocar-se uma jóia. O furo localiza-se imediatamente na frente do canal auditivo. A cicatrização pode variar de 2 a 12 meses.